# Буковіна (Словаччина)
Буковіна (словац. Bukovina) — село, громада округу Ліптовський Мікулаш, Жилінський край, регіон Ліптов. Кадастрова площа громади — 1,91 км².
Населення 105 осіб (станом на 31 грудня 2018 року).

## Географія
Протікають потік Сестрч і Аннін потік.

## Історія
Буковіна згадується 1297 року.

## Населення
| Рік:            | 1994. | 2004.    | 2014.    | 2024.   |
| --------------- | ----- | -------- | -------- | ------- |
| Кількість осіб: | 147   | 129      | 107      | 113     |
| Різниця:        |       | -12,24 % | -17,05 % | +5,60 % |

| Рік:            | 2023. | 2024.   |
| --------------- | ----- | ------- |
| Кількість осіб: | 112   | 113     |
| Різниця:        |       | +0,89 % |